# Schulsport

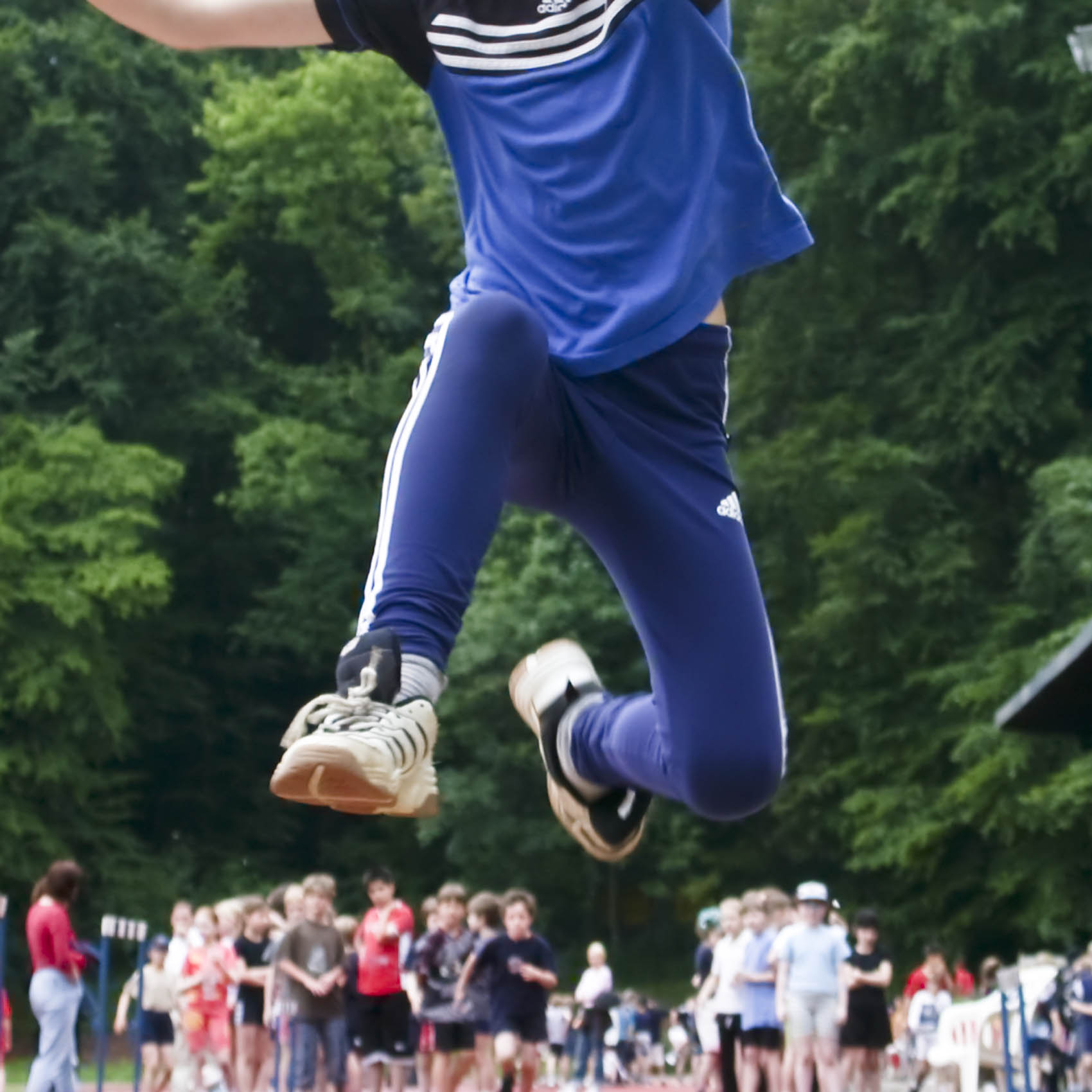
Kölner Schüler beobachten einen Jungen beim Weitsprung

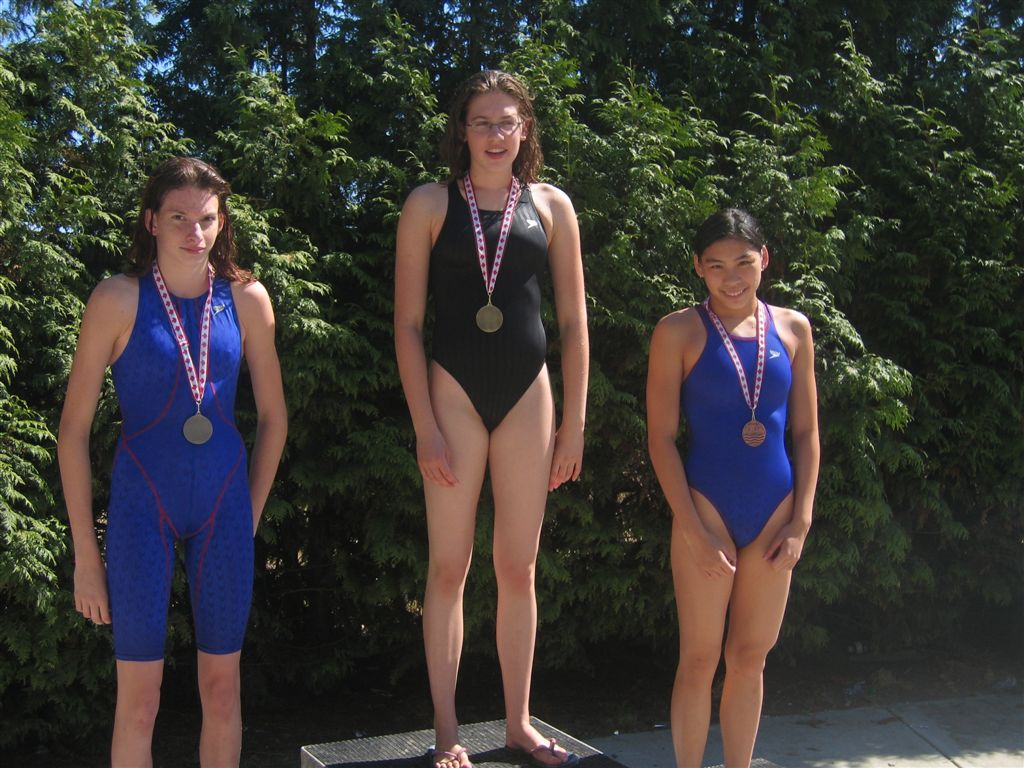
Siegerinnen eines Schwimmwettbewerbs kanadischer Schulen

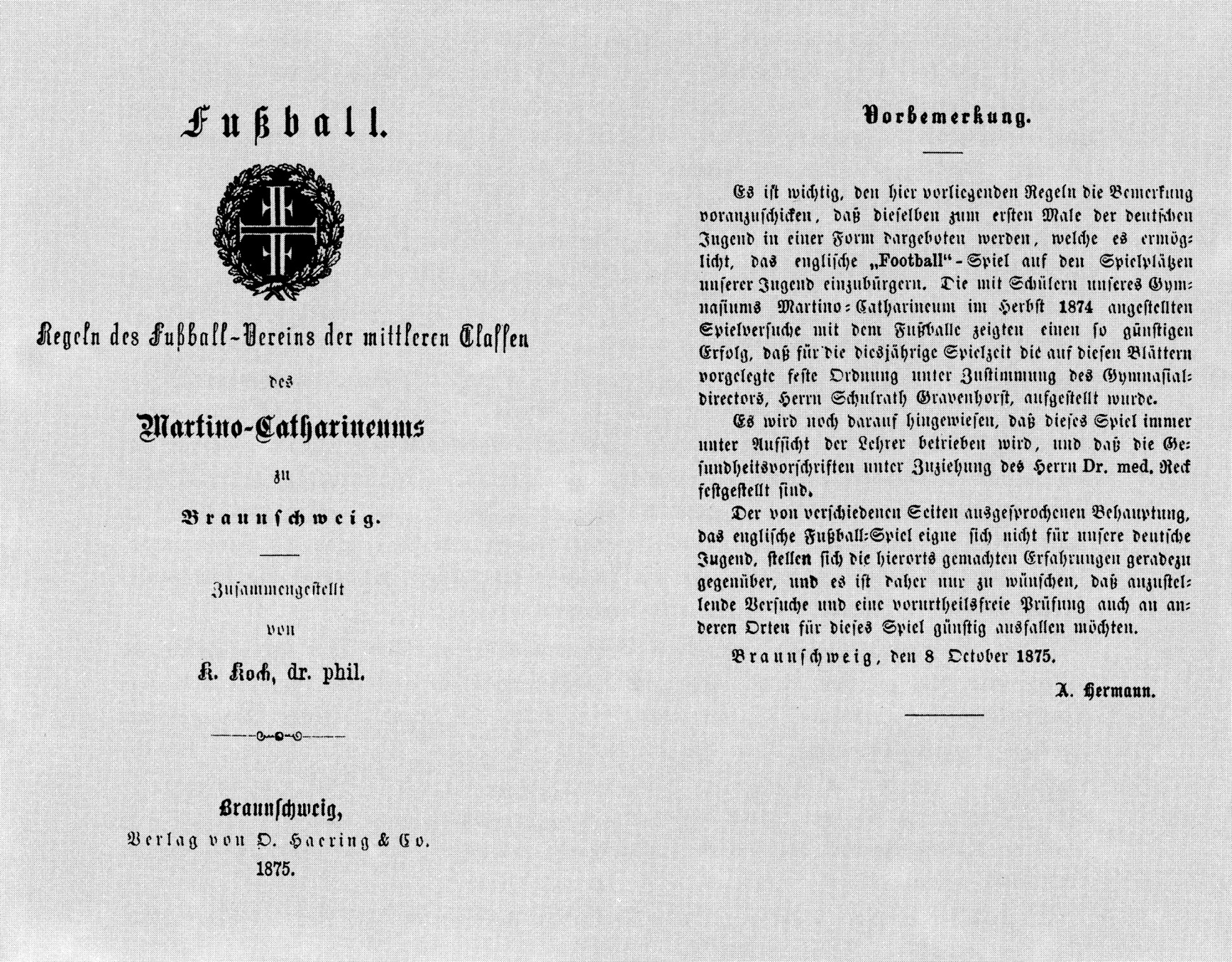
Konrad Koch veröffentlichte 1875 den ersten deutschen Fußball-Regelsatz für den Fußballsport am Martino-Katharineum in Braunschweig

Fußballspieler des Johanneums Lüneburg, 1894

Als Schulsport bezeichnet man im Unterschied zum Hochschulsport, Betriebssport oder Freizeitsport die Gesamtheit der sport- und bewegungsbezogenen Aktivitäten, die im Rahmen der Institution Schule betrieben werden.
Neben dem obligatorischen Sportunterricht gehören zum Schulsport auch freiwillige Arbeitsgemeinschaften bzw. Schulsportgemeinschaften, schulsportliche Wettkampfveranstaltungen, nationale Sportveranstaltungen, Sportfeste, Wandertage oder Klassenfahrten mit sportlichen Schwerpunkten (z. B. Skikurse, Radtouren), Pausensportangebote sowie überschulische Wettkampfangebote wie Jugend trainiert für Olympia oder der Unihockey Cup.

## Zielsetzungen
Grundlage bildet die Annahme, dass Bewegung, Spiel und Sport – somit auch der Schulsport – einen unverzichtbaren Beitrag für die körperliche, soziale, kognitive und emotionale Entwicklung von Schülern leisten. Für den Sportunterricht werden deshalb umfassende Lehrpläne aufgestellt, die detailliert Ziele, Inhalte und Methoden des Faches beschreiben (Sportunterricht – Pädagogische Perspektiven und Bewegungsfelder). Grundlage ist der Doppelauftrag einer Erziehung zum Sport und einer Erziehung (Persönlichkeitsbildung) durch Sport.
Dabei haben überfachliche Erziehungsaufgaben wie Gesundheitsförderung, Sozial- und Werteerziehung einen hohen Stellenwert.

## Schulsport in Deutschland

### Kultusministerien und Kultusministerkonferenz
Zuständig für den Schulsport sind zunächst die Kultusministerien der einzelnen Bundesländer, die Lehrpläne und Konzepte für den unterrichtlichen und außerunterrichtlichen Sport erlassen.
Gestützt werden sie durch fachwissenschaftliche Erkenntnisse der Erziehungswissenschaften, der Sportdidaktik und der Sportpädagogik als Teilgebiete der Sportwissenschaft.

### Deutscher Olympischer Sportbund und Schulsport
Auf Bundesebene bringt der Deutsche Olympische Sportbund seine Vorstellungen über den Schulsport in verschiedenen Kommissionen und Arbeitsgruppen ein (Kommission Schulsport;
Kontaktkommission DOSB - KMK; Aktionsbündnis Schulsport). Jährlich wird ein DOSB-Schulsportpreis vergeben. Im Orientierungsrahmen für den Schulsport von 1999 werden umfassende Forderungen aufgestellt, u. a.:
- einen mindestens dreistündig – möglichst in Einzelstunden – erteilten Pflichtunterricht in den allgemeinbildenden Schulen
- einen mindestens einstündigen Pflichtunterricht Sport in den Teilzeitberufsschulen
- eine qualifizierte hochschulmäßige Lehrerausbildung
- eine angemessene Einstellung von Sportlehrern
- eine regelmäßige Fortbildung für Lehrer
- eine Begleitung und Evaluation durch angemessene Schulsportforschung für verbindliche und überprüfbare Umfänge, Inhalte im und Qualifikationen für den Schulsport.

### Schulsportuntersuchung 2004/2005
Am 13. Dezember 2004 wurden die Ergebnisse der Studie „Sportunterricht in Deutschland“, die DSB-SPRINT-Studie, vorgestellt. Dabei gab es schlechte Noten für den Schulsport.
Jede vierte Sportstunde fällt aus, die Lehrer sind überaltert, die Unterrichtsinhalte oft langweilig oder schlicht nicht mehr zeitgemäß. „Die üblichen drei Sportstunden pro Woche stehen nur auf dem Papier, werden aber nicht erteilt“, kritisierte DSB-Präsident Manfred von Richthofen die Verantwortlichen für die Bildungspolitik in den Ländern. Über 8800 Schüler im Alter zwischen zehn und 15 Jahren, mehr als 1150 Sportlehrer und über 100 Schulleiter sowie 4350 Eltern hatten an der bislang einmaligen Studie teilgenommen – und den Sport-Unterricht an Deutschlands Schulen als unzureichend kritisiert.
Die Studie bezog sich auf Informationen aus Fragebögen, die von Schülern, Eltern, Sportlehrern und Schulleitern ausgefüllt wurden. Es blieben die für die Erteilung von Sportunterricht problematischsten Schulformen wie die Sonderschule oder die Berufsschule unberücksichtigt. In diesen Schulformen sind der Unterrichtsausfall und die Unattraktivität des Sportunterrichts erheblich.
Am 5. Juli 2005 wurde der umfassende Abschlussbericht der Studie vorgelegt, der die ersten Ergebnisse bestätigte.

### RKI-Monitoring 2014–2017
Das RKI befragte Kinder und Jugendliche von 6–17 Jahren zu Schulsport und außerschulischen Aktivitäten. Hierbei wurde ebenso wie in der DSB-Sprint-Studie festgestellt, dass die geforderten 3 Sportstunden pro Woche nicht erreicht werden. 22 % der Befragten nahmen an außerschulischen Sportangeboten teil.
Sowohl die Menge an geplanten und stattgefundenen Sportstunden, als auch die Teilnahme an anderen Sportangeboten sank mit dem zunehmenden Alter der Studienteilnehmer. Im Fazit empfiehlt die Studie, das schulische und außerschulische Sportangebot auszuweiten.